# 閂山
閂山，又稱椚山，是臺灣中央山脈北段的一座高山，位於臺中市和平區梨山里與平等里交界、太魯閣國家公園西部，海拔3167.5公尺，為臺灣百岳之一。山體自東、西兩側望之呈圓丘狀。山腰植被以針葉林為主，東側近稜線地帶為玉山箭竹構成的竹原。山頂立有編號1467之二等三角點，稜線自山頂向北接連茶岩山，山頂往南方與西南方分別形成兩道稜線，直抵合歡溪支流碧綠溪。一說此稜線與其東方的中央山脈主脊平行，形成扼守進出主脊的門戶，宛如閂門棍一般，故而得名。

## 山形
中央山脈北二段是從中央尖山以南到畢祿山之間的中央山脈縱走路線，包含甘薯峰、無明山、鈴鳴山、閂山四座百岳，北二段路況險峻，然閂山、鈴鳴山連結了730林道登臨。